# Línguas bantoides meridionais
Na classificação das línguas africanas, as línguas bantoides meridionais formam um dos dois ramos do grupo bantoide, que por sua vez pertencem à família Níger-Congo. A família bantoide meridional abriga o conhecido e numeroso grupo bantu, que compreende a 643 línguas de acordo com o Ethnologue, fazendo desse grupo uma das maiores subfamílias em termos de número de línguas.
O termo bantoide meridional foi primeiramente introduzido por (1989, baseado no trabalho de Blench [1987]) em uma proposta que divide o grupo bantoide em meridional e setentrional. A uniformidade do grupo bantoide setentrional foi posta em questão, mas conseguiu-se estabelecer uma unidade genética válida para o grupo meridional.
De acordo com Williamson e Blench (2000:34–5), as línguas bantoides meridionais são divididas em, bantu (restrito), jarawan, tivoide, beboide, e Wide Grassfields-Ekoid-Mbe-Nyang.

## Classificação
- Nigero-congolês
  - Atlântico-congolês
    - Volta-congolês
      - Benue-congolês
        - Bantoide
          - Bantoide meridional
          - Banto
          - Jarawan
          - Tivoide
          - Beboide
          - Wide Grassfields-Ekoid-Mbe-Nyang